# Nikolai Alexejewitsch Kolesnikow
Nikolai Alexejewitsch Kolesnikow (russisch Николай Алексеевич Колесников, engl. Transkription Nikolay Kolesnikov; * 15. Februar 1952 in Naratli, Tatarstan, Sowjetunion) ist ein ehemaliger sowjetischer Gewichtheber. Er war 1976 Olympiasieger im Federgewicht.

## Werdegang
Nikolai Kolesnikow, tatarischer Herkunft begann als Jugendlicher mit dem Gewichtheben und startete für Trud Rostow am Don. Er entwickelte sich im Laufe der Jahre zu einem Weltklasseathleten im Federgewicht, der Gewichtsklasse bis 60 kg Körpergewicht. Das erste Ergebnis, das von ihm bekannt ist, erzielte er jedoch noch als Bantamgewichtler (bis 56 kg Körpergewicht). Er belegte 1973 bei einem Gewichtheber-Turnier in Sotschi in dieser Gewichtsklasse mit 235 kg im Zweikampf den 3. Platz hinter Wladimir Anikin, 250 kg u. Rafael Belenkow, 242,5 kg, bde. UdSSR.
1974 konnte Nikolai Kolesnikow, inzwischen in das Federgewicht aufgerückt, bei der sowjetischen Meisterschaft wegen einer Verletzung nicht starten. Er siegte aber beim Baltic-Cup in Växjö/Schweden mit 275 kg (120–155) im Zweikampf und wurde daraufhin bei der Weltmeisterschaft in Manila eingesetzt. Er erreichte dort 277,5 kg (120–157,5) und musste sich im Zweikampf knapp dem Bulgaren Georgi Todorow, der 280 kg erreichte, beugen, während er den Olympiasieger von 1972 Norair Nurikjan aus Bulgarien auf den 3. Platz verwies.
1975 gewann Nikolai Kolesnikow seinen ersten sowjetischen Meistertitel mit 280 kg (120–160). In diesem Jahr erzielte er im Stoßen mit 160,5 kg auch seinen ersten Weltrekord, den er im gleichen Jahr noch auf 161 kg und im Jahr darauf auf 161,5 kg verbesserte. Bei der Welt- und Europameisterschaft dieses Jahres in Moskau musste er sich aber mit 277,5 kg (125–152,5) wiederum Georgi Todorow, der 285 kg erzielte, geschlagen geben. Er wurde aber Vize-Welt- und Europameister.
Im Olympiajahr 1976 konnte er zunächst seinen sowjetischen Meistertitel im Federgewicht nicht verteidigen. Er hob bei dieser Meisterschaft 275 kg (120–155) und musste Wladimir Golowko, der ebenfalls 275 kg erreichte, aber etwas leichter war als er, den Vortritt lassen. Dafür siegte er bei der Europameisterschaft dieses Jahres in Berlin (Ost) mit 282,5 kg (122,5–160) vor den Bulgaren Todor Todorow, 280 kg und Georgi Todorow, 277,5 kg. Dies war sein erster Titelgewinn bei einer internationalen Meisterschaft. Diesem Sieg folgte bald der Olympiasieg in Montreal. Er gewann dort im Federgewicht mit 285 kg (125–160) vor seinem Hauptrivalen Georgi Todorow, 280 kg u. Kazumasa Hirai aus Japan, 275 kg.
1977 wurde Nikolai Kolesnikow zum zweiten Mal sowjetischer Meister im Federgewicht. Er benötigte dazu nur 275 kg (122,5–152,5) und siegte damit klar vor Wladimir Sasanow, 265 kg und Wadim Baboschin, 265 kg. Bei der Welt- und Europameisterschaft in Stuttgart traf er auf einen neuen Rivalen aus Bulgarien, Janko Rusew. Er besiegte diesen mit 280 kg (122,5–157,5) zu 277,5 kg. Janko Rusew wurde in den nächsten Jahren einer der erfolgreichsten Gewichtheber aller Zeiten im Leicht- und Mittelgewicht.
Für Nikolai Kolesnikow kamen danach die für ihn sehr erfolgreichen Jahre 1978 und 1979. Er verlor in diesen beiden Jahren zunächst keinen Wettkampf und wurde 1978 und 1979 jeweils sowjetischer Meister mit 280 kg bzw. 282,5 kg. Ferner wurde er 1978 in Havířov Europameister mit dem Zweikampf-Weltrekord von 290 kg (125–165) und in Gettysburg auch Weltmeister, wobei ihm 270 kg (117,5–152,5) im Zweikampf zum Titelgewinn ausreichten. 1979 wurde er in Warna mit 292,5 kg (127,5–165), was wiederum Zweikampf-Weltrekord bedeutete, erneut Europameister und ließ dabei Georgi Todorow um 20 kg hinter sich. Bei der Weltmeisterschaft 1979 in Saloniki kam er im Reißen auf 125 kg und versagte anschließend im Stoßen dreimal an seinem Anfangsgewicht von 157,5 kg. Er erzielte damit keine Zweikampfleistung und blieb unplatziert.
Zu Beginn des Jahres 1980 siegte Nikolai Kolesnikow bei einem Wettkampf in Podolsk im Federgewicht mit 275 kg (127,5–147,5) im Zweikampf. Bei diesem Wettkampf verletzte er sich aber bei weiteren Versuchen im Stoßen so schwer, dass er für alle weiteren Wettkämpfe des Jahres 1980 ausfiel und dadurch auch seine Teilnahme an den Olympischen Spielen in Moskau verpasste.
Nikolai Kolesnikow nahm danach nach der Genesung seine Gewichtheberlaufbahn nicht mehr auf. Er absolvierte eine Trainerausbildung und war lange Jahre lang Trainer im sowjetischen bzw. im russischen Gewichtheber-Verband. Mehrere Jahre lang war er dabei in den 1990er Jahren für die russische Juniorenmannschaft verantwortlich.

## Privates
Kolesnikows Tochter ist die olympische Silbermedaillengewinnerin im Turnen Anastassija Kolesnikowa (* 1984). Sein Schwiegersohn Dmitri Drewin (* 1982) gewann 2000 die olympische Bronzemedaille im Turnen.

## Internationale Erfolge
| Jahr | Platz | Wettbewerb                                 | Gewichtsklasse | |
| 1973 | 3.    | Turnier in Sotschi                         | Bantam         | mit 235 kg hinter Wladimir Anikin, 250 kg u. Rafael Belenkow, 242,5 kg                                       |
| 1974 | 2.    | Intern. Turnier in Jerewan                 | Feder          | mit 262,5 kg, hinter Kazumasa Hirai, Japan, 267,5 kg, vor Jakub, Polen, 250 kg                               |
| 1974 | 1.    | Baltic-Cup in Växjö/Schweden               | Feder          | mit 275 kg (120–155), vor Wasylisczyn, Polen, 255 kg u. Norrback, Schweden, 240 kg                           |
| 1974 | 2.    | WM in Manila                               | Feder          | mit 277,5 kg (120–157,5), hinter Georgi Todorow, Bulgarien, 280 kg, vor Norair Nurikjan, Bulgarien, 277,5 kg |
| 1975 | 2.    | Turnier der Freundschaft in Saporischschja | Feder          | mit 272,5 kg (120–152,5), hinter Golubzow, 272,5 kg u. vor Dito Schanidse, 272,5 kg, bde. UdSSR              |
| 1975 | 2.    | WM + EM in Moskau                          | Feder          | mit 277,5 kg (125–152,5), hinter Georgi Todorow, 285 kg, vor Antoni Pawlak, Polen, 275 kg                    |
| 1976 | 1.    | EM in Berlin (Ost)                         | Feder          | mit 282,5 kg (122,5–160), vor Todor Todorow, 280 kg u. Georgi Todorow, 277,5 kg, bde. Bulgarien              |
| 1976 | Gold  | OS in Montreal                             | Feder          | mit 285 kg (125–160), vor Georgi Todorow, 280 kg u. Kazumasa Hirai, 275 kg                                   |
| 1976 | 1.    | Turnier in Swerdlowsk                      | Feder          | mit 280 kg (127,5–152,5), vor Wladimir Sasanow, 270 kg u. Wiktor Masin, 265 kg, bde. UdSSR                   |
| 1977 | 1.    | WM + EM in Stuttgart                       | Feder          | mit 280 kg (122,5–157,5), vor Janko Rusew, Bulgarien, 277,5 kg u. Gregorz Cziura, Polen, 270 kg              |
| 1977 | 1.    | Pokal der Freundschaft in Rjasan           | Feder          | mit 270 kg (117,5–152,5), vor Melkonjan, 265 kg                                                              |
| 1978 | 1.    | Turnier der Freundschaft in Moskau         | Feder          | mit 280 kg (117,5–162,5), vor László Száraz, Ungarn, 265 kg u. Perez, Kuba, 257,5 kg                         |
| 1978 | 1.    | EM in Havířov                              | Feder          | mit 290 kg (125–165), vor László Száraz, 275 kg u. Walentin Todorow, Bulgarien, 270 kg                       |
| 1978 | 1.    | WM in Gettysburg                           | Feder          | mit 270 kg (117,5–152,5), vor Saito, Japan, 267,5 kg u. Walentin Todorow, 267,5 kg                           |
| 1979 | 1.    | EM in Warna                                | Feder          | mit 292,5 kg (127,5–165), vor Georgi Todorow, 272,5 kg u. M. Grigoras, Rumänien, 270 kg                      |
| 1979 | unpl. | WM in Saloniki                             | Feder          | nach 125 kg im Reißen drei Fehlversuche im Stoßen mit 157,5 kg                                               |
| 1980 | 1.    | Turnier in Podolsk                         | Feder          | mit 275 kg (127,5–147,5)                                                                                     |

## WM + EM-Einzelmedaillen
- WM-Goldmedaillen: 1974/Stoßen/Feder – 1976/Stoßen/Feder – 1977/Reißen/Feder – 1977/Stoßen/Feder
- WM-Silbermedaillen: 1979/Reißen/Feder
- WM-Bronzemedaillen: 1978/Stoßen/Feder

- EM-Goldmedaillen: 1975/Reißen/Feder – 1976/Stoßen/Feder – 1977/Reißen/Feder – 1977/Stoßen/Feder – 1978/Reißen/Feder – 1978/Stoßen/Feder
- EM-Silbermedaillen: 1979/Reißen/Feder
- EM-Bronzemedaillen: 1975/Stoßen/Feder –

1976/Reißen/Feder

## Sowjetische Meisterschaften
| Jahr | Platz | Gewichtsklasse | Ergebnis |
| 1973 | 5.    | Bantam         | mit 235 kg, hinter Rafael Belenkow, 247,5 kg, Wladimir Anikin, 245 kg, Gennadi Tschetin, 242,5 kg u. Starschinski, 237,5 kg |
| 1975 | 1.    | Feder          | mit 280 kg (120–160), vor Wladimir Golowko, 270 kg u. Iwan Kasakow, 270 kg                                                  |
| 1976 | 2.    | Feder          | mit 275 kg (120–155), hinter Wladimir Golowko, 275 kg, vor Iwan Kasakow, 275 kg                                             |
| 1977 | 1.    | Feder          | mit 275 kg (122,5–152,5), vor Wladimir Sasanow, 265 kg u. Wadim Baboschin, 265 kg                                           |
| 1978 | 1.    | Feder          | mit 280 kg (125–155), vor Wladimir Golowko, 272,5 kg u. Wadim Baboschin, 270 kg                                             |
| 1979 | 1.    | Feder          | mit 275 kg (120–155), vor Wiktor Masin, 282,5 kg u. Wiktor Lawrenjuk, 280 kg                                                |

## Weltrekorde
| Datum   | Ort            | Disziplin | Gewichtsklasse | Leistung |
| 17.3.75 | Saporischschja | Stoßen    | Feder          | 160,5 kg |
| 5.7.75  | Vilnius        | Stoßen    | Feder          | 161 kg   |
| 20.7.76 | Montreal       | Stoßen    | Feder          | 161,5 kg |
| 19.9.77 | Stuttgart      | Stoßen    | Feder          | 162 kg   |
| 12.6.78 | Havířov        | Zweikampf | Feder          | 290 kg   |
| 21.5.79 | Warna          | Stoßen    | Feder          | 166 kg   |
| 21.5.79 | Warna          | Zweikampf | Feder          | 292,5 kg |

## Erläuterungen
- alle Wettkämpfe im Zweikampf, bestehend aus Reißen und Stoßen,
- OS = Olympische Spiele,
- WM = Weltmeisterschaft,
- EM = Europameisterschaft,
- Bantamgewicht, damals bis 56 kg Körpergewicht,
- Federgewicht, damals bis 60 kg Körpergewicht